# ادريانو شميت
ادريانو شميت (9 مايو 1994 بغريما في ألمانيا - ) هو لاعب كرة قدم فيتنامي في مركز قلب الدفاع.

## وصلات خارجية
- ادريانو شميت على موقع قاعدة بيانات كرة القدم.إي يو (الإنجليزية)
- ادريانو شميت على موقع ناشيونال فوتبول تيمز (الإنجليزية)
- ادريانو شميت على موقع Soccerway.com (الإنجليزية)